# Ashleigh Moolman-Pasio
Ashleigh Moolman-Pasio (Pretoria, 9 dicembre 1985) è una ciclista su strada sudafricana che corre per l'AG Insurance-Soudal Team. Scalatrice, ha vinto otto titoli continentali africani individuali, cinque in linea e tre a cronometro, e si è classificata seconda ai Giri d'Italia 2018 e 2021.
Laureata in ingegneria chimica all'Università di Stellenbosch, ha cominciato a gareggiare nel ciclismo solo nel 2009. È sposata con il triatleta Carl Pasio.

## Palmarès

### Strada
- 2011 (Lotto-Honda Team, una vittoria)

Campionati africani, Prova in linea (con la Nazionale sudafricana)
- 2012 (Lotto-Belisol Ladies, cinque vittorie)

Campionati sudafricani, Prova in linea
4ª tappa Tour de Free State (Kestell > Clarens)
2ª tappa Tour Cycliste de l'Ardèche (Vals-les-Bains, cronometro)
Campionati africani, Prova a cronometro (con la Nazionale sudafricana)
Campionati africani, Prova in linea (con la Nazionale sudafricana)
- 2013 (Lotto-Belisol Ladies, cinque vittorie)

Campionati sudafricani, Prova a cronometro
Campionati sudafricani, Prova in linea
Valkenburg Hills Classic
Campionati africani, Prova a cronometro (con la Nazionale sudafricana)
Campionati africani, Prova in linea (con la Nazionale sudafricana)
- 2014 (Hitec Products, due vittorie)

Campionati sudafricani, Prova a cronometro
Campionati sudafricani, Prova in linea
- 2015 (Bigla Pro Cycling Team, sette vittorie)

Campionati sudafricani, Prova a cronometro
Campionati sudafricani, Prova in linea
Campionati africani, Prova a cronometro (con la Nazionale sudafricana)
Campionati africani, Prova in linea (con la Nazionale sudafricana)
3ª tappa Auensteiner-Radsporttage (Auenstein > Auenstein)
Classifica generale Auensteiner-Radsporttage
94.7 Cycle Challenge
- 2016 (Cervélo-Bigla Pro Cycling Team, cinque vittorie)

2ª tappa, 2ª semitappa Auensteiner-Radsporttage (Auenstein > Auenstein)
Classifica generale Auensteiner-Radsporttage
Prologo Premondiale Giro della Toscana (Campi Bisenzio, cronometro)
2ª tappa Premondiale Giro della Toscana (Lucca > Capannori)
Classifica generale Premondiale Giro della Toscana
- 2017 (Cervélo-Bigla Pro Cycling Team, nove vittorie)

Campionati sudafricani, Prova a cronometro
Prologo Festival Luxembourgeois Elsy Jacobs (Cessange, cronometro)
5ª tappa Emakumeen Bira (Rentería > Rentería)
Classifica generale Emakumeen Bira
La Classique Morbihan
Grand Prix du Morbihan
2ª tappa Premondiale Giro della Toscana (Lucca > Capannori)
Classifica generale Premondiale Giro della Toscana
94.7 Cycle Challenge
- 2018 (Cervélo-Bigla Pro Cycling Team, due vittorie)

La Classique Morbihan
Grand Prix du Morbihan
- 2019 (CCC-Liv, tre vittorie)

Campionati sudafricani, Prova in linea
Emakumeen Nafarroako Klasikoa
Giochi panafricani, Prova a cronometro (con la Nazionale sudafricana)
- 2020 (CCC-Liv, due vittorie)

Campionati sudafricani, Prova a cronometro
Campionati sudafricani, Prova in linea
- 2021 (Team SD Worx, una vittoria)

9ª tappa Giro d'Italia (Feletto Umberto > Monte Matajur)
- 2022 (Team SD Worx, due vittorie)

2ª tappa Giro di Romandia (Sion > Thyon 2000)
Classifica generale Giro di Romandia
- 2023 (AG Insurance-Soudal Quick-Step, tre vittorie)

3ª tappa Setmana Valenciana-Volta Comunitat Valenciana (Agost > Altea)
Durango-Durango Emakumeen Saria
1ª tappa Tour Féminin International des Pyrénées (Argelés-Gazost > Lourdes)
- 2024 (AG Insurance-Soudal Team, una vittoria)

Campionati africani, Prova in linea (con la Nazionale sudafricana)

### Altri successi
- 2011 (Lotto Honda Team)

Classifica scalatrici Iurreta-Emakumeen Bira
Momentum 94.7 Cycle Challenge
- 2012 (Lotto-Belisol Ladies)

Classifica scalatrici Grand Prix Elsy Jacobs
- 2013 (Lotto-Belisol Ladies)

Momentum 94.7 Cycle Challenge
- 2015 (Bigla Pro Cycling Team)

Campionati africani, Cronometro a squadre (con la Nazionale sudafricana)
Classifica scalatrici Auensteiner-Radsporttage
- 2016 (Cervélo-Bigla Pro Cycling Team)

Classifica a punti Premondiale Giro della Toscana
- 2017 (Cervélo-Bigla Pro Cycling Team)

Classifica a punti Emakumeen Bira
Classifica scalatrici Emakumeen Bira
Classifica a punti Premondiale Giro della Toscana
Classifica scalatrici Premondiale Giro della Toscana
- 2018 (Cervélo-Bigla Pro Cycling Team)

Classifica scalatrici Setmana Ciclista Valenciana
- 2021 (Team SD Worx)

Ride Joburg
- 2023 (AG Insurance-Soudal Quick-Step)

Classifica a punti Tour Féminin International des Pyrénées

### Gravel
- 2024

Prologo Santa Vall
Classifica generale Santa Vall

## Piazzamenti

### Grandi Giri
- Giro d'Italia

2010: 17ª
2011: 13ª
2012: 10ª
2013: 8ª
2014: 13ª
2015: 4ª
2017: non partita (3ª tappa)
2018: 2ª
2019: 4ª
2020: 6ª
2021: 2ª
- Tour de France

2022: non partita (8ª tappa)
2023: 6ª

### Competizioni mondiali
- Campionati del mondo su strada

Copenaghen 2011 - Cronometro Elite: 30ª
Copenaghen 2011 - In linea Elite: 23ª
Limburgo 2012 - In linea Elite: 12ª
Toscana 2013 - In linea Elite: 22ª
Ponferrada 2014 - In linea Elite: 20ª
Richmond 2015 - In linea Elite: 14ª
Doha 2016 - Cronosquadre: 3ª
Doha 2016 - Cronometro Elite: 18ª
Doha 2016 - In linea Elite: 26ª
Bergen 2017 - Cronosquadre: 3ª
Bergen 2017 - Cronometro Elite: 7ª
Bergen 2017 - In linea Elite: ritirata
Innsbruck 2018 - In linea Elite: 17ª
Yorkshire 2019 - Cronometro Elite: 32ª
Yorkshire 2019 - In linea Elite: 8ª
Imola 2020 - In linea Elite: 56ª
Fiandre 2021 - In linea Elite: 11ª
Wollongong 2022 - Cronometro Elite: 16ª
Wollongong 2022 - In linea Elite: 11ª
Glasgow 2023 - In linea Elite: 15ª
Zurigo 2024 - In linea Elite: 36ª
- Coppa del mondo/World Tour

Coppa del mondo 2010: 66ª
Coppa del mondo 2011: 41ª
Coppa del mondo 2012: 20ª
Coppa del mondo 2013: 22ª
Coppa del mondo 2014: 25ª
Coppa del mondo 2015: 9ª
World Tour 2016: 30ª
World Tour 2017: 20ª
World Tour 2018: 6ª
World Tour 2019: 16ª
World Tour 2020: 25ª
World Tour 2021: 13ª
World Tour 2022: 10ª
- Giochi olimpici

Londra 2012 - In linea: 16ª
Londra 2012 - Cronometro: 24ª
Rio de Janeiro 2016 - In linea: 10ª
Rio de Janeiro 2016 - Cronometro: 12ª
Tokyo 2020 - In linea: 13ª
Tokyo 2020 - Cronometro: 8ª
Parigi 2024 - In linea: 33ª
- Campionati del mondo di mountain bike

Italia 2021 - Marathon Elite: 12ª